# Adcrocuta
Adcrocuta — вимерлий рід котовидих ссавців з родини гієнових, які жили в період міоцену. Скам'янілості знайдено в Афганістані й ПАР.
Види:
- Adcrocuta eximia
- Adcrocuta australis